# دلوق
دَلُوق   هي نوع من النباتات المزهرة من جنس السويداء في فصيلة القطيفية. هي شجيرة صغيرة ذات مظهر متغير للغاية على نطاقها الواسع. وهي نبات ملحي توجد في المسطحات الملحية القاحلة وشبه القاحلة والمستنقعات المالحة والموائل المماثلة.